# In Dreams: The Greatest Hits
In Dreams: The Greatest Hits es un doble álbum recopilatorio del músico estadounidense Roy Orbison, publicado por la compañía discográfica Virgin Records en 1987. Incluyó regrabaciones de canciones clásicas de Orbison realizadas en 1985 junto al productor Mike Utley, a excepción de «In Dreams», grabada en abril de 1987 con T Bone Burnett y el director de cine David Lynch. Supuso el último trabajo discográfico en solitario publicado en vida de Orbison: Mystery Girl, un nuevo álbum de estudio producido por Jeff Lynne, fue publicado de forma póstuma en 1989. In Dreams: The Greatest Hits alcanzó el puesto 95 en la lista estadounidense Billboard 200 y fue certificado disco de oro por la RIAA al superar las 500 000 copias vendidas en el país.

## Lista de canciones
Cara A
1. "Only the Lonely" (Roy Orbison, Joe Melson) 2:25
2. "Leah" (Orbison) 2:43
3. "In Dreams" (Orbison) 2:51
4. "Uptown" (Orbison, Melson) 2:11
5. "It's Over" (Orbison, Bill Dees) 2:49

Cara B
1. "Crying" (Orbison, Melson) 2:46
2. "Dream Baby" (Cindy Walker) 2:35
3. "Blue Angel" (Orbison, Melson) 2:50
4. "Working for the Man" (Orbison)2:49
5. "Candy Man" (Beverly Ross, Fred Neil) 2:50

Cara C
1. "Running Scared" (Orbison, Melson)
2. "Falling" (Orbison) 2:22
3. "I'm Hurtin'" (Orbison, Melson) 2:43
4. "Claudette" (Orbison) 2:33

Cara D
1. "Oh, Pretty Woman" (Orbison, Dees) 2:59
2. "Mean Woman Blues" (Claude Demetrius) 2:27
3. "Ooby Dooby" (Wade Moore, Dick Penner) 2:22
4. "Lana" (Orbison, Melson) 2:50
5. "Blue Bayou" (Orbison, Melson) 2:51

## Posición en listas
Sencillos
| Sencillo       | País           | Lista             | Posición |
| -------------- | -------------- | ----------------- | -------- |
| «Easy Way Out» | Estados Unidos | Hot Country Songs | 75       |